# Toveh-ye Latif
Toveh-ye Latif (en persan : توه لطيف romanisé en Toveh-ye Laţīf, Tovah Latīf, Toveh-e Laţīf, et Toveh Laţīf et également connu sous le nom de Tua Latif) est un village de la province de Kermanshah en Iran. Lors du recensement de 2006, sa population était de 288 habitants répartis dans 60 familles.